# アヤカのMusic & Diary
アヤカのMusic & Diary（アヤカのミュージックアンドダイアリー）は、ミュージックバードで、2008年4月1日から6月24日まで放送されていたラジオ番組。放送時間は、毎週火曜日の20:00-20:55（JST）。また、一部のコミュニティ放送局でもネットされていた。後番組は「前田有紀のMusic & Diary」

## 概要
アヤカをパーソナリティとして、トークや音楽を繰り広げる。

## タイムテーブル
（2008年4月）
- 20:00-20:08 オープニング・音楽
- 20:08-20:28 「アヤカの日本語笑わせよう」・音楽
- 20:28-20:36 「I Love Jazz」・音楽
- 20:36-20:42 「アヤカの使える英語」
- 20:42-20:52 トーク・音楽
- 20:52-20:55 エンディング

## コーナー
- アヤカの日本語笑わせよう

アヤカに日本語のクイズを出題。ことわざや四字熟語などの意味を当てる。
- I Love Jazz

アヤカが最近聴いている、お気に入りのJAZZ音楽を紹介する。
- アヤカの英語で話そう

アヤカが、英語のことわざ・慣用句を紹介する。